# لورنس أوبراين
لورنس أوبراين هو سياسي كندي، ولد في 1792، وتوفي في 28 أبريل 1870.
كان لورنس أوبراين تاجرًا وسياسيًا إيرلندي المولد في نيوفاوندلاند.
ولد في كلاشمور مقاطعة ووترفرونت وجاء إلى نيوفاندلاند في وقت ما بين 1808 و1810، امتلك أوبراين رصيفًا ومستودعات ومتجرًا للبيع بالتجزئة وكان أيضًا مالكًا لعدة سفن تجارية، كما شارك في صيد الفقمات، شارك في تشكيل بنك نيوفاوندلاند وكان مروجًا لبنك الاتحاد، في عام 1832 تزوج مارغريت مانينغ، تم انتخابه لأول مرة لعضوية جمعية نيوفاوندلاند في انتخابات فرعية أجريت عام 1840 بعد أن تم تعيين باتريك موريس في مجلس المستعمرة، في عام 1843 تم تعيين أوبراين في المجلس التنفيذي.  استقال من مقعده في الجمعية عام 1850 بعد أن تم تعيينه في المجلس التشريعي، عُيِّن أوبراين رئيسًا للمجلس التشريعي والمجلس التنفيذي في عام 1855 وعمل كمسؤول استعماري لنيوفاوندلاند عام 1863 وتوفي أوبراين بالقرب من سانت جون عام 1870.